# Мечеть Етем Бея

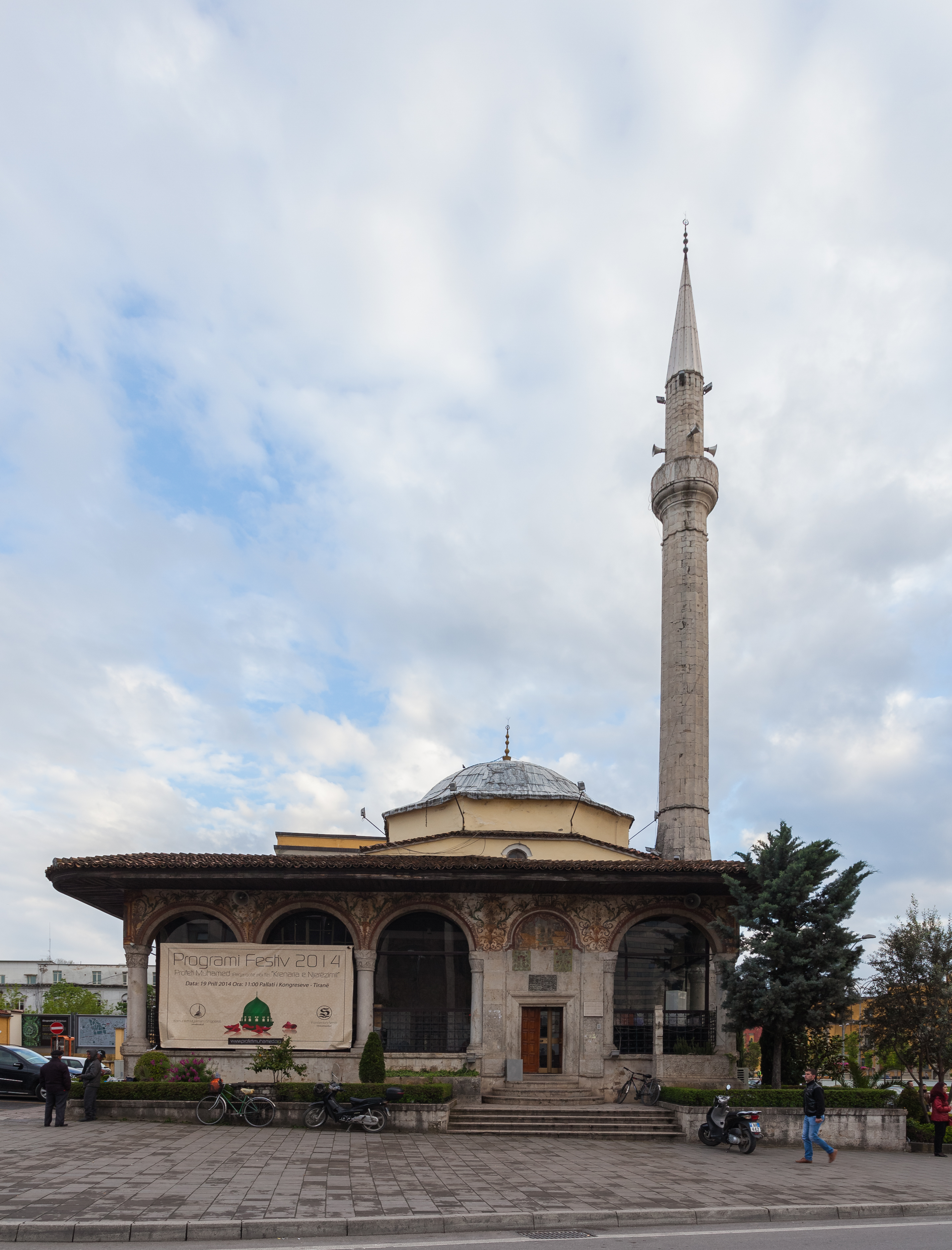
Мечеть Етем Бея

Мечеть Етем Бея (Мечеть Ет'хем Бея) (алб. Xhamia e Haxhi Et'hem Beut, тур. Hacı Edhem Bey Camii) — мечеть у Тирані, Албанія, на площі Скандербега. Закрита за комуністичного правління, мечеть знову відкрилася як молитовний будинок у 1991 році. Без дозволу влади на богослужіння прийшло 10 000 людей, і поліція не втручалася. Фрески зовні та всередині портика зображують дерева, водоспади та мости.
Сьогодні мечеть складається з архітектурного комплексу разом з годинниковою вежею Тирани. Екскурсії мечеттю проводяться щодня, але не під час молитви. Відвідувачі повинні роззутися перед тим, як увійти до внутрішнього приміщення.

## Історія
Будівництво було розпочато в 1791 або 1794 роках Молла-беєм і завершено в 1819 або 1821 роках його сином Хаджі Етем-беєм, правнуком Сулеймана-паші.
На момент побудови вона була частиною комплексу будівель, що складають історичний центр Тирани. Перед мечеттю був старий базар, на сході – мечеть Сулеймана-паші, збудована у 1614 році та зруйнована під час Другої світової війни, а на північному заході — мечеть Карапічі.
Під час тоталітаризму Соціалістичної Народної Республіки Албанія мечеть була закрита; її оголосили історичною пам'яткою та піддано реставрації наприкінці 1960-х — на початку 1970-х років. 18 січня 1991 року, незважаючи на спротив комуністичної влади, 10 000 людей увійшли до мечеті з прапорами. Це було на початку падіння комунізму в Албанії.Ця подія стала важливою віхою у відродженні релігійної свободи в Албанії.

## Архітектура
Мечеть Етхем-Бей складається з молитовного залу, портика, який оточує його на півночі, і мінарету. З північної сторони знаходиться вхід до молитовного залу, який має квадратний план і побудований в унікальному об'ємі. Він перекритий куполом, який має напівсферичну форму і не має вікон. На фресках мечеті зображені дерева, водоспади та мости; подібні картини є рідкістю в ісламському мистецтві. У внутрішній частині мечеті, на східній стороні молитовного залу і в жіночій молитовній зоні, серед інших пейзажів зображена мечеть Сулейманіє з чотирма мінаретами, так само як і в мечеті холостяків у Бераті. Більшість сцен, які з'являються на фресках, є не реалістичними картинами, а уявними сценами. Портик мечеті також прикрашають численні пейзажі.
За словами Крісто Фрашері, на розписі портика мечеті зображено острів із річкою, що протікає через нього, по якій пливуть човни. В одній із хронограм у мечеті написано, що «мечеть подарувала місту вічну красу, як Свята Софія подарувала Стамбулу».
Автор віршів згадує ідею Святої Софії, яка не з'являється на фрескових розписах. Ототожнення мечеті Сулейманіє з собором Святої Софії майже зрозуміле. Мечеть Сулейманіє, розташована на третьому пагорбі, домінувала над горизонтом Стамбула. Під образом колишньої візантійської базиліки Святої Софії мечеть Сюлейманіє сприймалася як «нащадок Святої Софії».

## Галерея

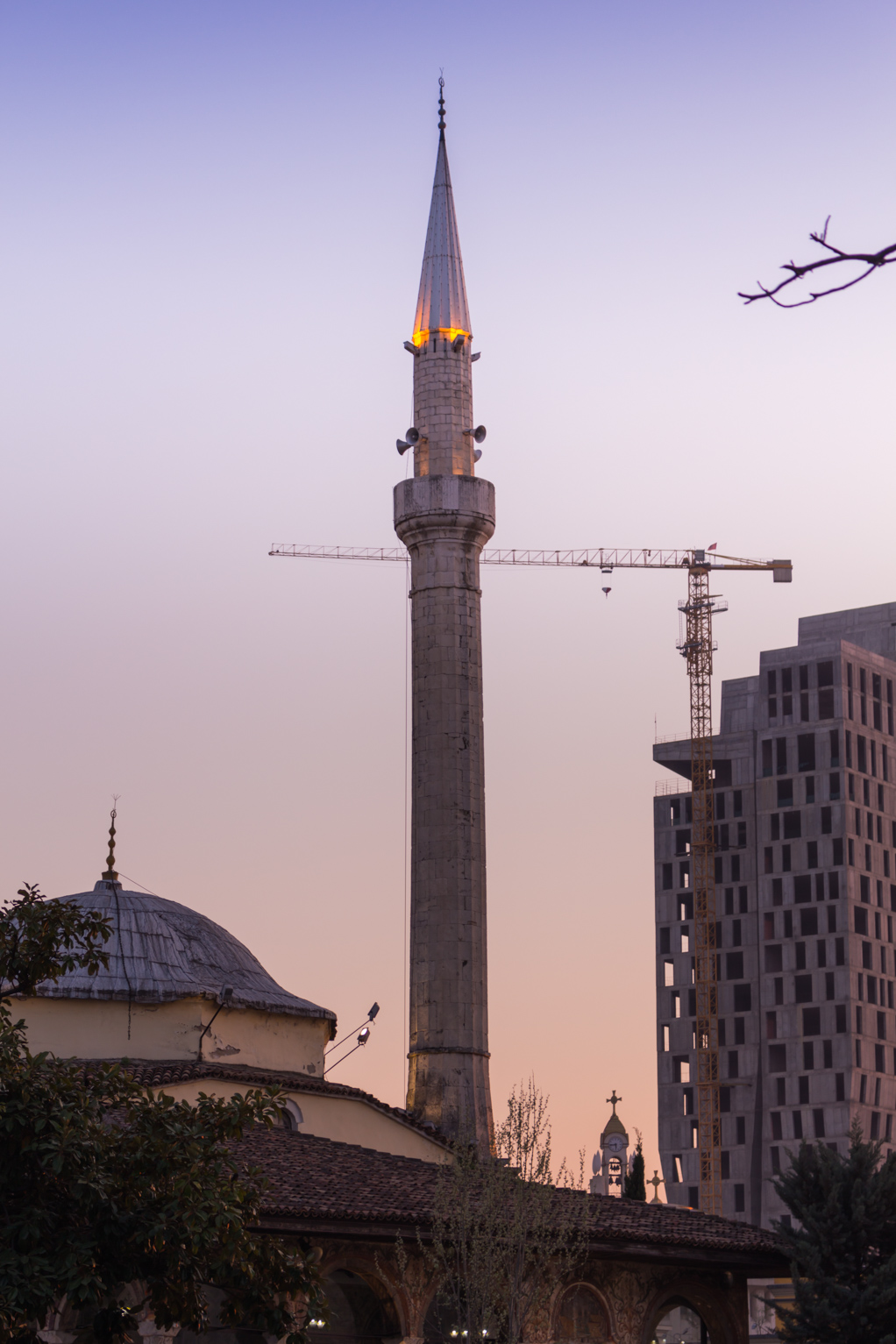
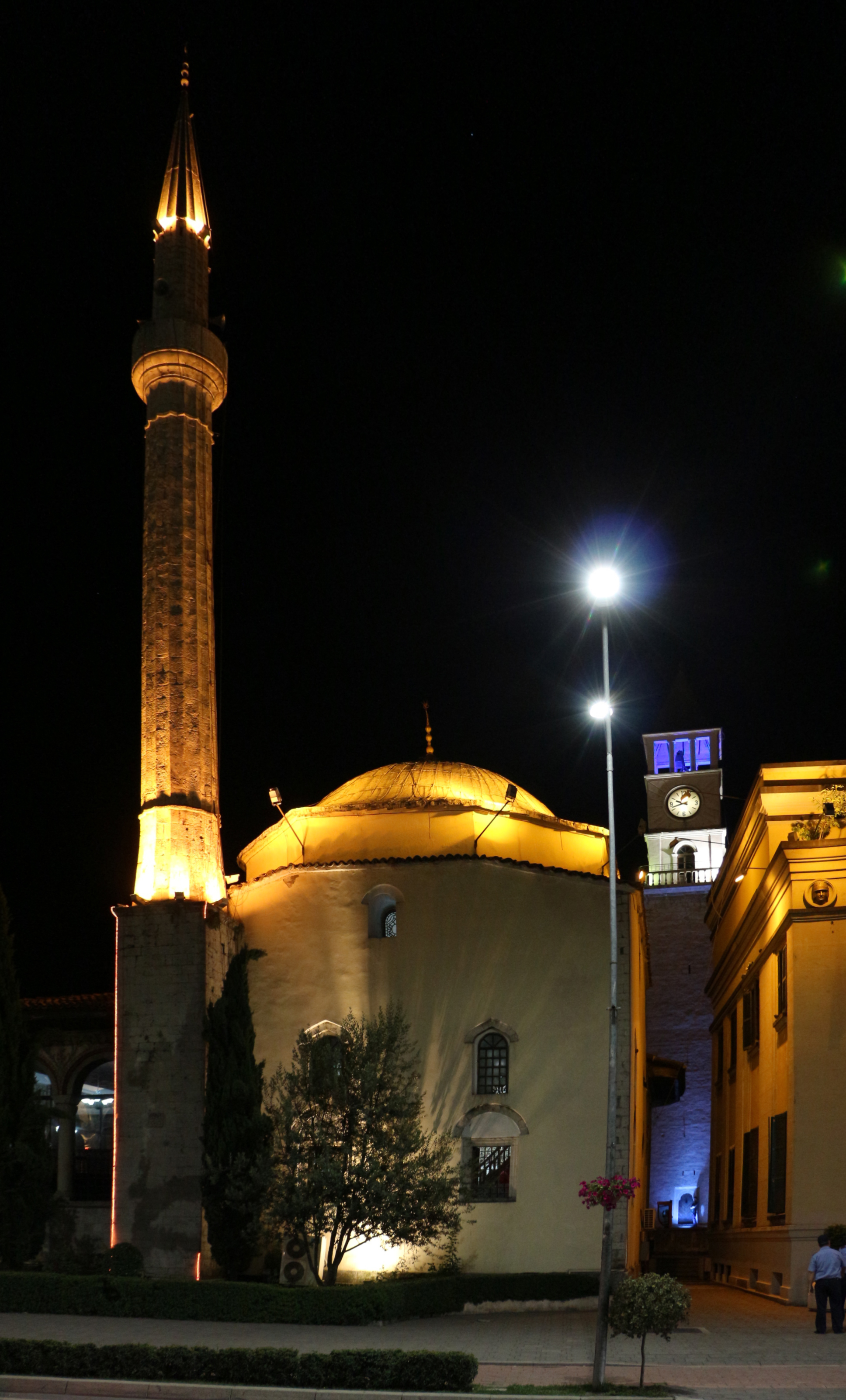
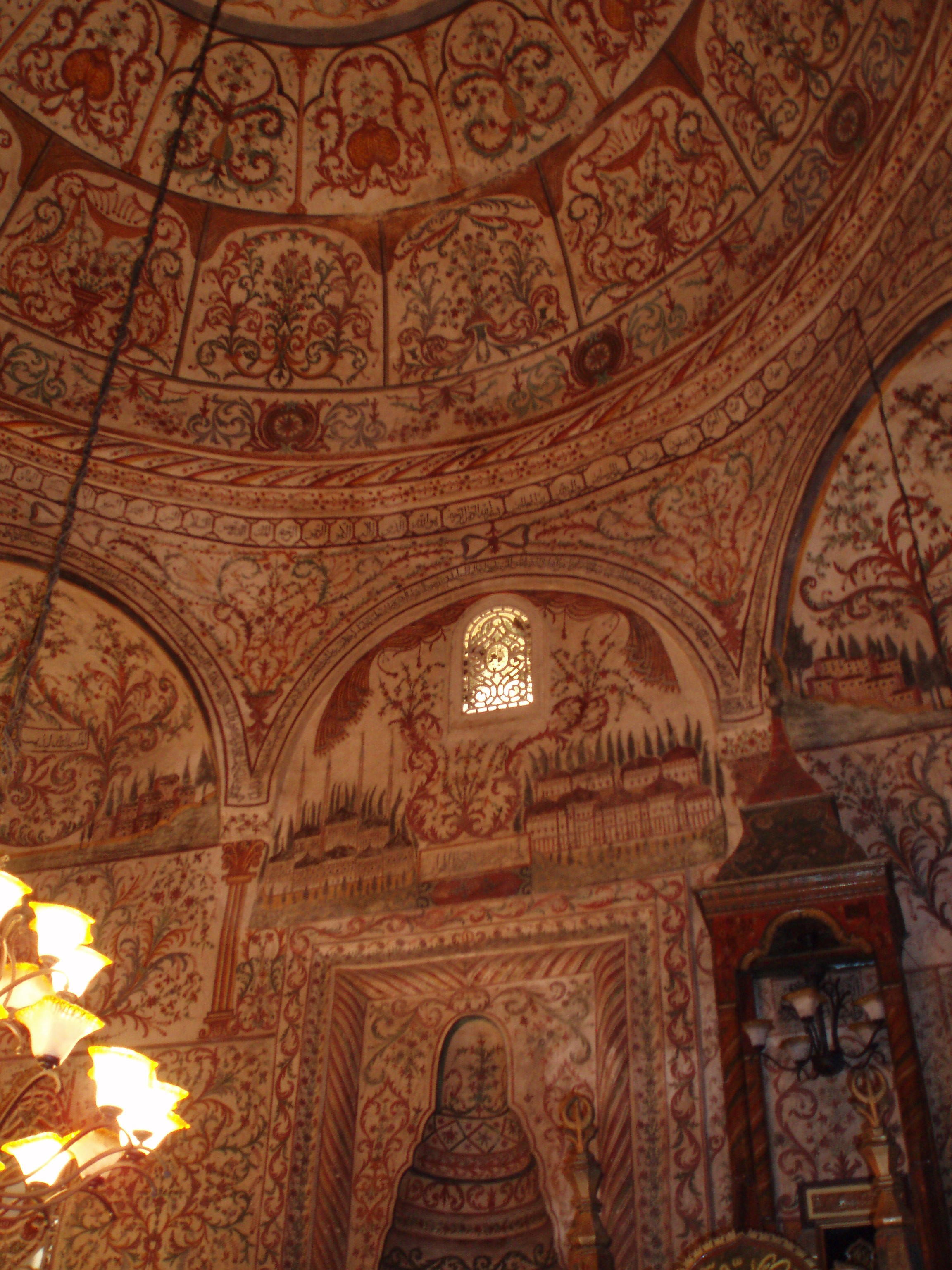
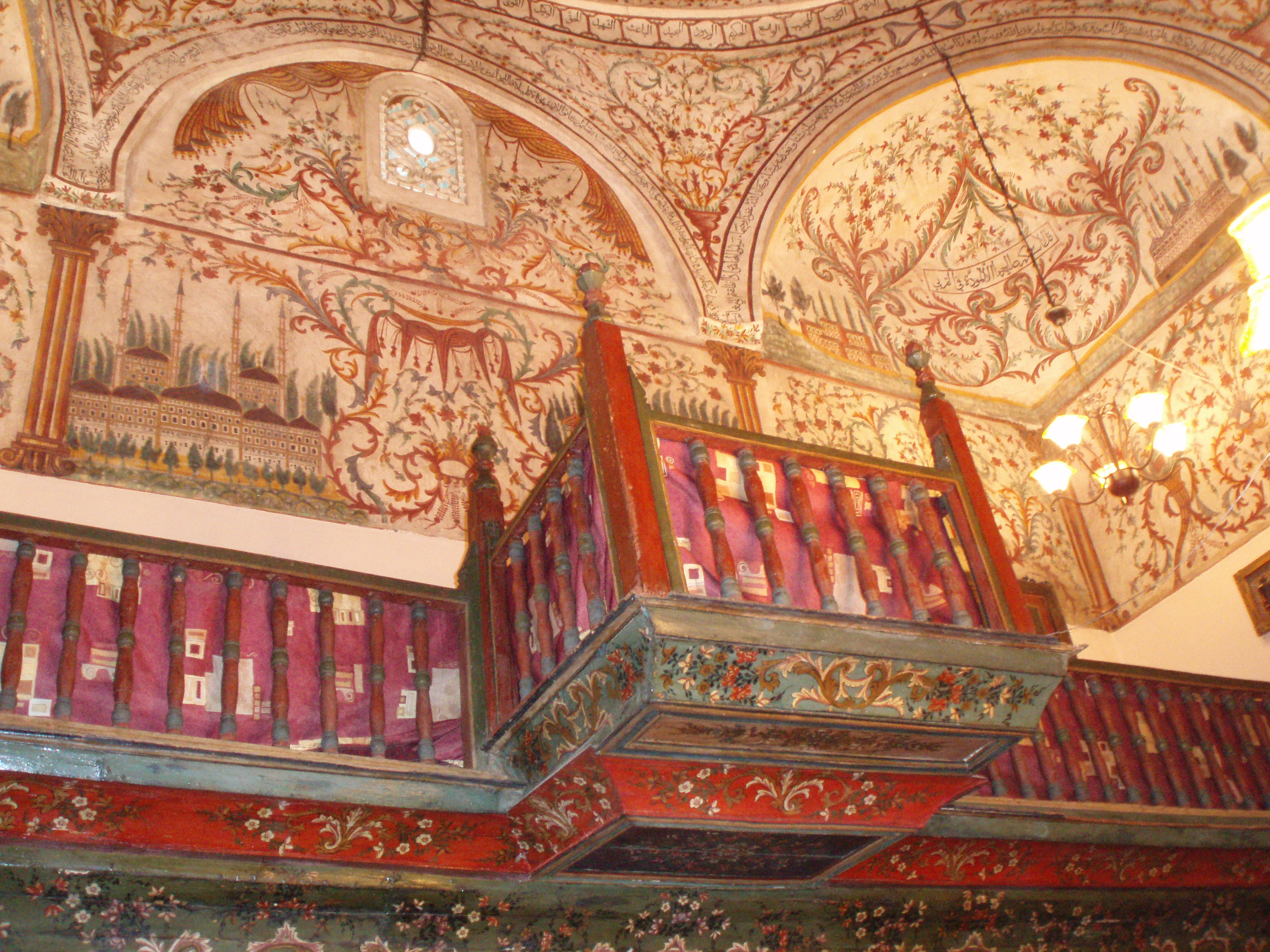
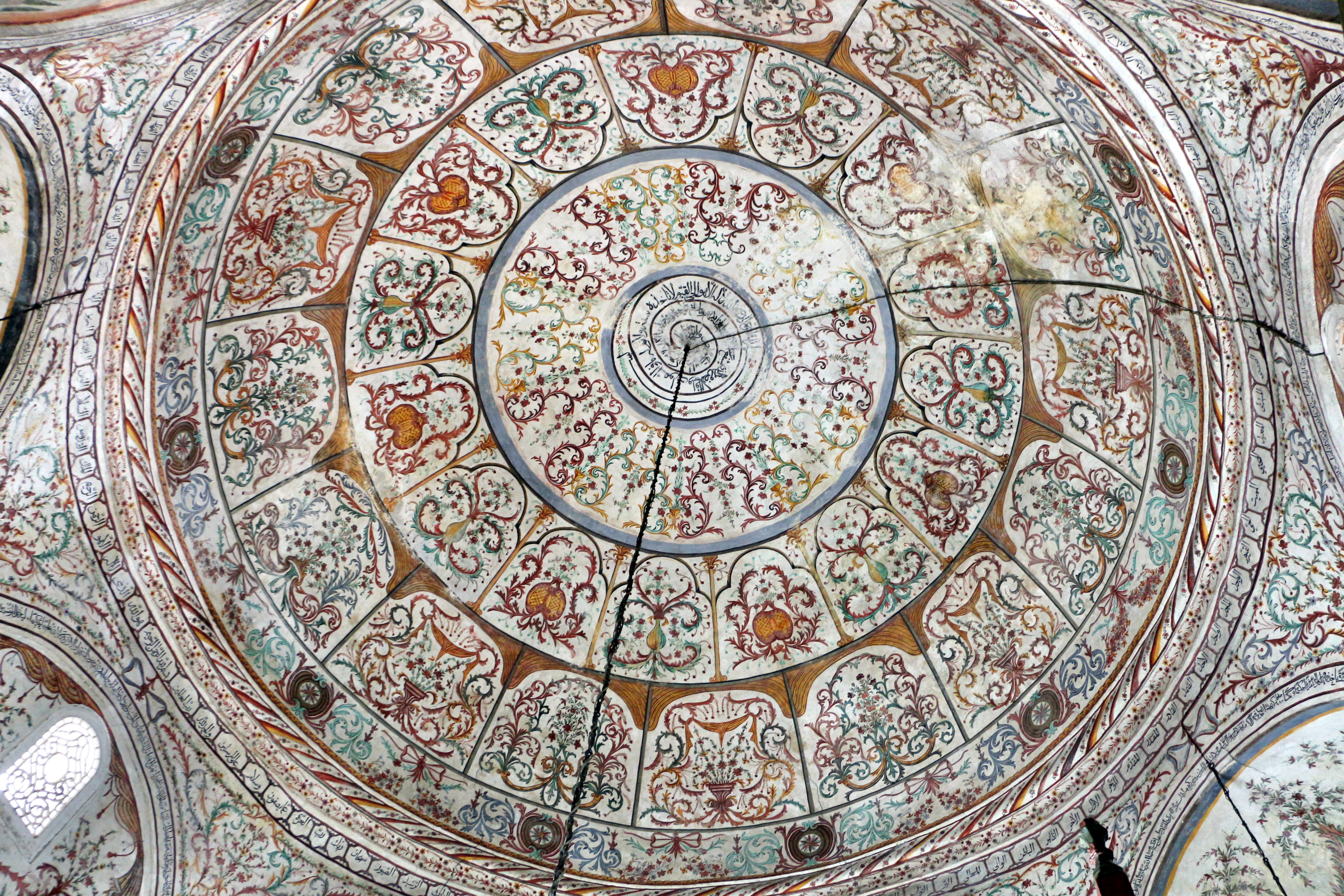
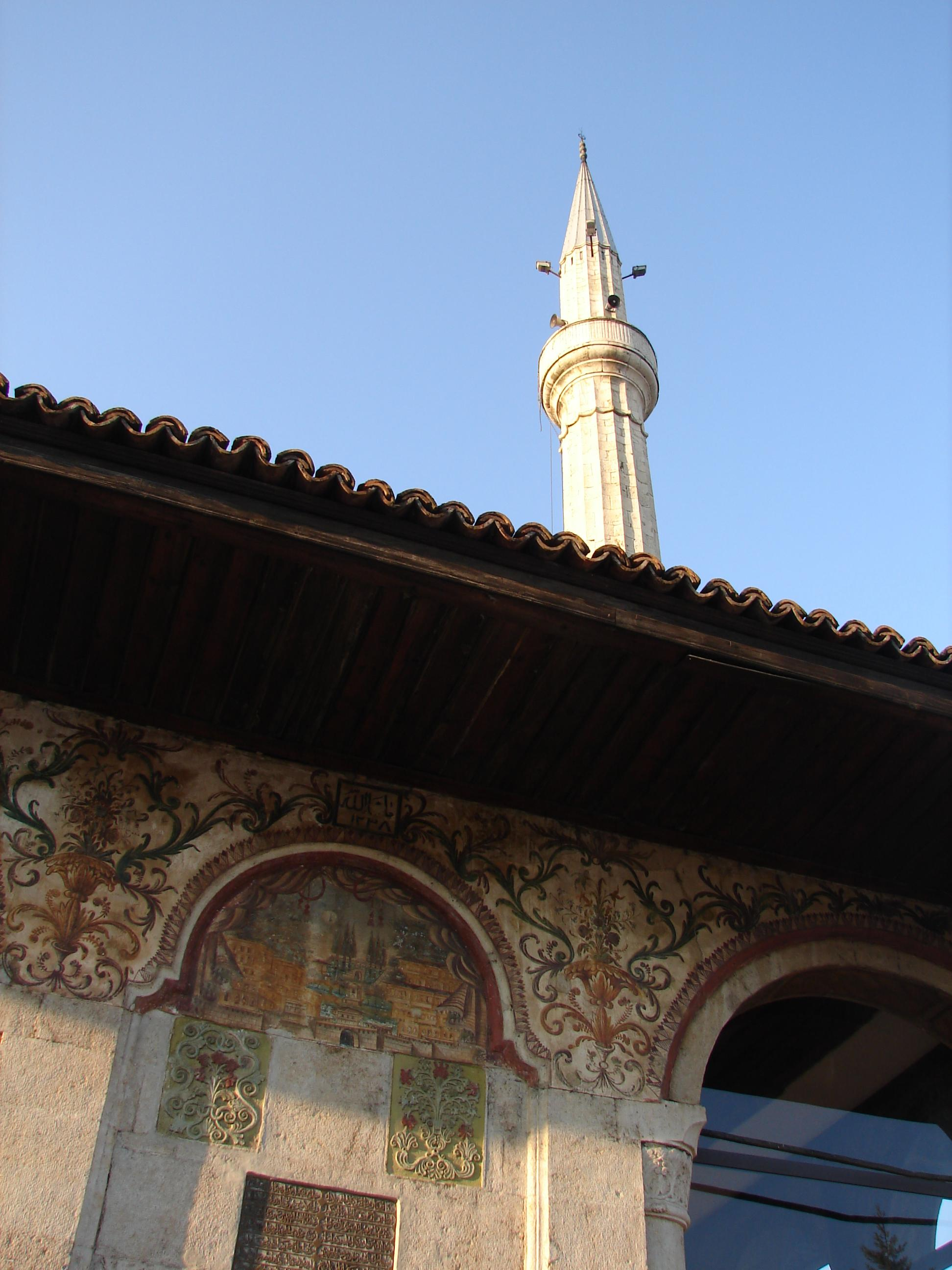
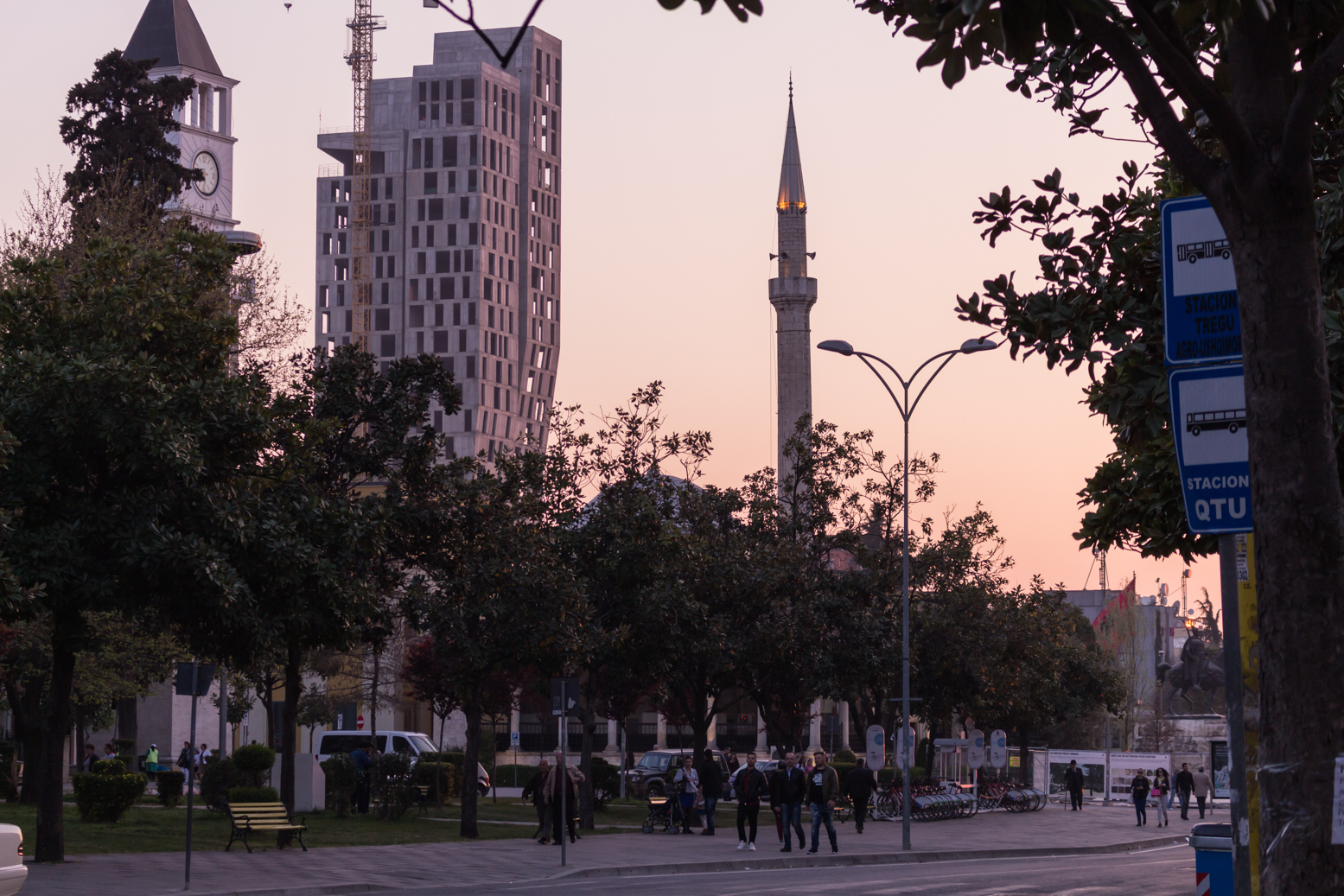